# Зорица Брунцлик
Зорица Брунцлик (Београд, 29. јун 1955) српска и југословенска је певачица. Препознатљива је по својој ружичастој коси. Сматра се једном од најуспешнијих српских фолк извођача.

## Биографија
Рођена је 29. јуна 1955. у Београду. Зоричин деда, с војничким чином официра, потекао је из имућне чешке породице која је до Првог светског рата у Чешкој поседовала фабрику чоколаде. Дошавши у Београд, деда Брунцликове оженио се Гркињом. Из њиховог брака родио се Зоричин отац Андреј, који се касније венчао са Златијом. Из њиховог брака родили су се Зорица и њена три млађа брата. Када је Брунцликова напунила две године, њени родитељи су се разишли, а деца су остала да живе са мајком у тешким животним околностима. У интервјуу за Глас јавности из 2000. године певачица је причала о пожртвованости своје мајке, по којој је дала име једној од својих кћери. Причала је да мајчина примања у смедеревској циглани, од којих је живела петочлана породица, нису била довољна ни за школски прибор, те је у основној школи гумицом брисала написано како би писала поново и уштедела на свескама. Књиге је увијала у велику хартију новина Борба јер је ранац био непотребни издатак. Када је њен отац почео да живи са другом женом, било јој је забрањено да га виђа. Брунцликова је одрасла у Београду, Смедереву и у Пожаревцу, код баке Гркиње.
Зорица је врло млада и ненадано упознала Бору Спужића Кваку 1969. године, захваљујући школском дружењу са његовом кћерком. Старији певач посаветовао ју је да се бави певањем и представио је бенду Плава звезда који је наступао у кафани Београдска естрада, те је Зорица убрзо почела да ради као певачица. Наступала је и у хотелу Металург у Зеници. Зарадивши десет мајчиних плата за један наступ, дошла је у сукоб са мајком. Будући да је позамашна сума уплаћена на Златијино име, ова је инсистирала да ћерку одведе на гинеколошки преглед, сумњајући у порекло зараде. Међутим, убрзо пошто је лекар потврдио да млада Зорица није имала односе, певачица је започела своју прву емотивну везу, из које се девет месеци касније родила Марија. Будући да је био већ верен, отац је напустио Зорицу и бебу. Брунцликова је тада имала осамнаест година.
Упоредо са певањем по кафанама и ресторанима, певачица је завршила курс икебане у Аранжерској школи на Народном универзитету „Божидар Аџија”, затим Економски факултет у Нишу, те је на крају студирала и право, али без окончања студија.

## Каријера
Током скоро пола века музичке каријере снимила је преко педесет плоча и продала их у тиражу од више од петнаест милиона примерака, што је чини једним од најтиражнијих балканских извођача. Захваљујући препознатљивом изгледу који карактерише ружичаста коса, ексцентричном модном стилу, али и дугом низу хитова народне музике, Брунцликова од седамдесетих година 20. века ужива несмањену пажњу медија и публике. Била је једна од омиљених певачица два југословенска председника — Јосипа Броза Тита и Слободана Милошевића, и, уз Силвану Арменулић и Лепу Брену, прва у народној музици која је идентитет кафанске певачице, певачице народне музике трансформисала у музичку звезду.
Она је каријеру почела 1974. године, отпевавши познати народни хит Не дај да нас раставе, и наставила да објављује синглове: Донела те срећа мени и Дошао је човек прави . Пред крај седамдесетих промовисала је неколико компилацијских албума изворних песама, за које је између осталих отпевала и Ај, берем грожђе, бирам тамјанику, Чувам овце крај зелене јове, Лепе ли су, нано, Гружанке девојке, Ајде Јано и друге. Осамдесетих је остварила највећи комерцијални успех, захваљујући дијамантским плочама и хитовима Венац љубави, Преболећу, Ти си моје најмилије, Теците сузе моје, Волим те све више, Рашири руке, о мајко стара, Бисенија, кћери најмилија, А тебе нема, Кад би ме мајка поново родила, Откопчано јелече, Ти си ми био све што други нису, Све је љубав, Што не дођеш, Овај живот за мене не важи, Зашто ми срце рани, Муке моје, чувеној фолк—обради песме Ђурђевдан и другима.
Певачица је осамдесетих била под будним оком југословенских медија због емотивне везе коју је започела са прослављеним хармоникашем Мирољубом Аранђеловићем Кемишом, који је, према писању неких, још увек био у браку са другом југословенском звездом, Весном Змијанац. Деведесетих се пажња медија није смањила будући да је певачица била активни члан Југословенске левице (ЈУЛ-а) и блиска пријатељица председника Савезне Републике Југославије Слободана Милошевића и његове супруге Мирјане Марковић.
Брунцликова је и деведесетих наставила да снима хитове, од којих се издвајају Ево, већ је Божић, Авлије, авлије, Медено моје, медено, Како ти је, како живиш, Ја знам, Еј, чија фрула овим шором свира, Бранили су нашу љубав, Дођи у моје ноћи, Убиле ме очи зелене, Бол ме уби, Када би ме питали, Кошава, Што се мала уобрази, Тамо где си ти, Шта ја немам то што она има, Дуњо мирисна, Велики град, На кестену старом, Празна остала ми душа, Целог живота жалим за тобом, Минус девет напољу, Ти ме Мицо не волеш, Не дам ово мало душе, Свирајте ми песму лагану, Еј, судбино и друге. У каријери коју су обележили стотине концерата и наступа, највећи последњи у низу певачица је одржала у београдској Арени 2014. године, пред око 25.000 посетилаца.
Одликована је златном Медаљом за заслуге (2024).

## Музичка каријера

### 1974—1978: Почеци у изворној музици
Зорицу Брунцлик је у естрадне воде увео Бора Спужић Квака, један од најафирмисанијих југословенских певача народне музике. Из њене ране каријере занимљив је и податак да је по ресторанима и хотелима наступала између осталих и са оркестром браће Карић. Занимљиво је још и то да ју је Квака, пре него што ће је представити свету музике, одвео у робну кућу и купио јој гардеробу. Након петогодишњег певања по кафанама и ресторанима, гостујући у хотелу „Дунав” у Пожаревцу млада Зорица упознала је тада слабо познатог певача и композитора Новицу Урошевића уз чију помоћ почиње да гради музичку каријеру. Он је наступао са оркестром Тихомира Пауновића Тике који је у то време тражио нове певаче, па се тако Зорици указала прилика да сними песму за ПГП. Прва плоча снимљена је за Продукцију грамофонских плоча ПГП РТБ 20. јануара 1975. год. и то је био сингл назива Не дај да нас раставе. Неочекивано за прву песму у певачкој каријери, сингл је постао хит и доживео тираж од 300.000 примерака. Заједно са Не дај да нас раставе ишла је и песма Једна љубав не постоји више, такође популарна, али не колико насловна нумера. Трагом почетничког успеха, Зорица издаје још један макси−сингл, насловљен Зорица Брунцлик Нина, са песмом Донела те срећа мени, која је наишла на добар примјер код публике. Године 1976. уследила су још два сингла: Ја сам жена која чека и Дошао је човек прави. Са првог се издвојила песма Венац љубав, деценијама које су уследиле популаризована кроз народна весеља. Пре него што ће снимити прву плочу, певачица је издала још и макси-сингл Где си био док су текле сузе.
Године 1976. Зорица Брунцлик објавила је свој први албум, назван Не дај да нас раставе, по њеној првој снимљеној песми. На плочи су се нашле неке од песама са певачициних синглова, док су се на страни Б, од Б1 до Б6 налазило шест изворних песама које је Зорица обрадила: Синоћ ја и моја кона, Чувам овце крај зелене јове, Звони звонце, И дођи, лоло, Берем грожђе, бирам тамјанику и Пошла Румена на воду. Песме Чувам овце крај зелене јове и Берем грожђе, бирам тамјанику добиле су овако нову популарност. Албум је снимљен уз ансамбл Тике Пауновића. Следеће године Брунцликова је са песмом Живот си ми однео са собом учествовала на музичком фестивалу Хит лета 77. Она је била и њен наредни сингл. Брунцликова је 1977. убрзано радила на новом албуму, понајвише инспирисана успехом Б-стране њеног првенца. Зато су се на плочи Ај, мене мајка једну има нашле искључиво изворне песме, од којих је највећи број одсвирао ансамбл Бранимира Ђокића. Зорица је на овај начин представила нове верзије старих песама као што су: Ајде Јано, Ај, мене мајка једну има, Кћери моја, коме да те дам, Знаш ли, драги, ону шљиву ранку, Дођи, драги, довече на прело, Босиоче мој зелени, Јутрос рано у сокаку и друге. Занимљиво је и то да певачица за омот албума није позирала у народној ношњи, како је у то време био обичај, већ у сребрном једноделном костиму и у високим потпетицама са платформом.

### 1979—1981:Одакле си селе
Након успешног албума изворних песама, и наметнувши се као једно од водећих лица ПГП РТС-а, Зорица је наставила са објављивањем синглова и учествовањем на музичким фестивалима. Године 1978. песмом Ћути, ја те молим представила се на Хит паради 78. Учествовала је и на Илиџи 1978, певајући Кад уђеш у мој дом, где је прво место поделила са Вером Матовић. О певачициној раној популарности сведочи податак да је само макси-сингл Кад уђеш у мој дом из 1978. године, са само две песме које је носила плоча, продат у више од педесет хиљада примерака и добио статус сребрног. Брунцликова је истовремено радила на новим песмама, које су се појавиле на њеном другом ауторском албуму, Између мене и тебе. Поред оригиналних, и на овој плочи нашло се неколико народних песама. У питању су, наиме строфе-рефрени народних песама, склопљених у једну дванаестоминутну песму, која се на албуму нашла на шестом месту. Зорици се у дуету-дуелу придружио Предраг Цуне Гојковић, те су заједно отпевали Лепе ли су, нано, Гружанке девојке, Рекла нана да ми даш и друге песме. На албуму се нашла и Зоричина фолк обрада песме Певам дању, певам ноћу Здравка Чолића. Наредни албум, златне Три ноћи љубави, био је њен први на коме су све песме биле ауторске. Међу ауторима се по први пут нашао и Шабан Шаулић. За разлику од претходних плоча које су издате за ПГП, ова је снимљена за продукцију Дискос из Александровца.
Песма Ти си моје најмилије врло брзо се издвојила као певачицин највећи хит од почетка каријере до осамдесетих.
После успешног сингла Теците сузе моје, уследио је албум Одакле си селе, на коме је претежно радио певачицин тадашњи супруг, Љубо Кешељ. Са нумером по којој је албум добио име, девет година касније прославила се Снежана Ђуришић. Поред ње, слушане се биле и Бисенија, кћери најмилија, народна песма коју су изводили многобројни певачи. Пре Зоричиног извођења, најпознатију верзију отпевао је Цуне Гојковић 1963. године. Песма Ова моја марамица розна, коју је 1977. изводио Павле Стефановић, као и народни хит Рашири руке, мајко стара који је претходно изводио Будимир Буца Јовановић такође су постале хитови на албуму. Занимљиво је то да Јовановићева верзија песме Рашири руке никада није снимљена, те је тако најстарији снимак песме управо онај који је објавила Брунцликова. Шабан Шаулић је неколико година касније препевао песму. Успех су доживеле и песме Врати се још једном у мој загрљај, још једна коју је препевала Ђуришићева, седамнаест година касније, затим песма Волим те све више (Желела бих да те заборавим), која има необичну историју. Наиме, пре него што су је популаризовали Зоричина оригинална верзија из 1980. године, а касније и препеви Шаулића, Микија Гајића, Нине Решића, Индире Радић и других, негде средином седамдесетих певао ју је мање познат певач народне музике, Милија Броле Станковић. Упоредо са њом, постојала је песма идентичног ритма, а истог наслова, коју је изводио Илија Јовановић. Изузетно позната била је и у извођењу Милачета Радосављевића и Сафета Исовића. Суштински, албум је представљао спој оригиналних и препеваних песама из Босне, Шумадије и са југа Србије. Отуда симболичан назив Одакле си селе. Исте године Зорица је објавила и сингл Позови ме ако си усамљен.
Након годину дана паузе, најава за певачицин нови албум објављена је поново на Радио-телевизији Београд. На албуму Пахуљица из 1981. године, певачица је објавила песму Домовино, волим твоја поља, где пева чувене стихове туђе нећемо, своје не дамо… у мојој земљи, у Југославији, сунце слободе вечно ће да сја и велича Титову армију. Неколико година пред његову смрт, Зорица је Титу и његовој супрузи Јованки певала своју песму Не дај да нас раставе, упркос наговорима Бокија Милошевића да мора да пева нешто изворно и што председник зна. Јосип Броз је за певачицу послао један од војних хеликоптера и тражио да напусти концерт у пулској арени како би била гост њему и његовој супрузи на Брионима. Исте године Зорица је објавила још један албум, назива Ако те пољубим. На њему су заједно радили Љуба Кешељ и Новица Урошевић. Највећи хит на плочи била је песма Ко је кога преварио, за њом и Што ме враћаш несрећнима и Шта ће руке моје на рамену твом.

### 1982—1985: Југословенска звезда
Почетак осамдесетих код певачице је значио успех и на пословном и на приватном плану. Зорица је 1982. године снимајући албум Радости моја уживала у романси са прослављеним музичаром Љубом Кешељом. На омоту плоче певачица је оставила поруку: „Снимање ове плоче мени је донело много радости. Желела бих да и ви осетите радости слушајући ове песме”.
Испоставило се да је албум постао најхваљенији у њеној каријери, будући да је носилац неких од најпознатијих песама југословенске и српске народне музике. Два највећа хита, која су несмањену популарност уживала и скоро четири деценије касније, била су кафански евергрин А тебе нема и виолинска балада Преболећу. За њима су следили и Нит ме волиш, нит ме другом дајеш, Страх ме ноћас и Радости моја. Плоча је за кратко време била распродата у тиражу од преко 50.000 примерака, те је добила статус платинасте. Национални успех албума певачици је обезбедио филмски деби у југословенском блокбастеру Жикина династија. Зорица је тако била позвана да као кафанска певачица изведе песму А тебе нема, у филму Какав деда такав унук, из поменутог серијала. Чувена је сцена у којој пева Гидри Бојанићу и Марку Тодоровићу.
Већ следеће године Зорица објављује албум Ти си моја најслађа бол, на коме су радили Урошевић и Кешељ, заједно са оркестром Бранимира Ђокића. Плоча је достигла платинасту ознаку. Године 1984. излази и наредни албум, Утеши ме, који наилази на слабији пријем. Након тога, албум Ја сам твоја карамела из 1985. године поново остварује велики комерцијални и критички успех. Певачица снима хит—песме Ти си био све што други нису, Кад би мајка поново родила, Што не дођеш и Зашто ми срце рани. Песма Откопчано јелече, која је постала хит те године, доживела је у новом миленијуму поновни успех на народним весељима захваљујући интерпретацији Биљане Сечивановић. Сечивановића је на исти начин — путем такмичења у музичком шоуу Звезде Гранда — подсетила публику на стару славу песме А тебе нема. Са песмом Што не дођеш певачица је наступила на Југословенском међународном сајму музике. Албум Ти си моја најслађа бол продат је у скоро четири пута већем тиражу од албума Ја сам твоја карамела. Ипак, четири деценије касније, чак пет песама са потоњег албума настављају да живе као неки од Зоричиних највећих хитова, док песме са претходна два остају релативно непознате. Плоча Ја сам твоја карамела била је прва коју је радио Мирољуб Аранђеловић Кемиш, који ће касније постати певачицин супруг.

### 1986—1990: Настављени успеси
Године 1986, у сенци медијске сензације коју је представљао разлаз релативно познате певачице Весне Змијанац са музичким продуцентом Мирољубом Аранђеловићем Кемишем, и његова нова љубавна веза са Зорицом Брунцлик, великом југословенском звездом, појавио се Зоричин нови албум, Нећу да те мењам. Неколико песама — Он ме неће, Да ли, да ли, Дајте ми чашу — оствариле су знатан радијски успех. Велико изненађење била је песма Грех је мене не волети, која у потпуности припада поп жанру, певачици до тада страном. Будући да је продата у тиражу од преко сто хиљада копија, остварила је статус дијамантске и највећи финансијски успех у певачициној дотадашњој каријери. Занимљиво је и то да је и Змијанчева, коју су оновремени медији пласирали као Зоричину супарницу, ривалку са албумом Дођи што пре остварила исти рекордни тираж. Те године почиње врхунац Веснине музичке каријере, који траје све до раних деведесетих, током ког и сама стиче статус велике музичке звезде. Упркос томе што је Лепа Брена однела Оскар популарности, и упркос огромном успеху песме Кад би знао како чезнем Драгане Мирковић, тада звезде у успону, Змијанчева и Брунцликова биле су најпопуларније медијске личности године, што је умногоме допринело продаји њихова два албума.
У октобру 1987. певачица објављује баладичан албум Не дам да ми ломе крила. За неколико недеља распродат је цео први тираж од сто хиљада примерака. Убрзо у продају излазе нова издања која такође бивају распродана и плоча добија статус двоструке дијамантске. Упркос традиционалном звуку песама То знам само ја и Не дам да ми ломе крила, у целокупној Зоричиној каријери, ова плоча најдаље је отишла од фолка и најближе пришла поп музици. На албуму су чак три поп—баладе — Мајке ми, Пусти ме и Још те нисам преболела. Највећи хит постала је Зоричина фолк обрада џез песме Овај живот за мене не важи, коју је пре ње отпевала Љиљана Петровић.

### 2016—данас
Певачица је од 2016. до 2017. године била члан жирија у музичком такмичењу Пинкове звезде. Због приватних проблема Драгане Мирковић и других чланова жирија, Зоричин супруг Мирољуб Аранђеловић Кемиш је такође често гостовао у жирију. 22. децембра 2017. године објавила је албум под називом Требаш ми, на коме су се, између осталог, нашле и песме Селе моја у дуету са Драганом Мирковић и Да могу да те вратим са Џенаном Лончаревићем, које су раније објављене, баш као и песме Белег, Еј судбино и Ко ће да те воли као ја. 2022. године одржала је солистички концерт на Ташмајдану. Од 2025. године вратила се на место члана жирија у Пинковим звездама, након осам година.

## Приватни живот
Удавала се четири пута, а најпознатији су бракови са хармоникашима Љубом Кешељем и Мирољубом Аранђеловићем Кемишом са којим је у браку од 1985. год. Има четворо деце (три ћерке и сина), а постала је и бака.
Године 1986, пласиран је имиџ лукаве Зорице Брунцлик која отима мужа уцвељене Весне Змијанац. Брунцликова се деценијама касније осврнула на писања медија осамдесетих и деведесетих, и иронично рекла: Да, ја сам њега тако узела, и отела. Он се ту ништа није питао.

## Политички погледи
Зорица Брунцлик је била у руководству бивше политичке странке Југословенске левице, према њеним тврдњама након 5. октобра 2000. године доживљава медијску изолацију и блокаду. Како сама тврди, због своје политичке припадности била је суочена са разним непријатностима од стране противника претходног режима. Зорица Брунцлик тврди да је била лични пријатељ са бившим председником Савезне Републике Југославије Слободаном Милошевићем и његовом супругом Мирјаном Марковић. Зорица Брунцлик је тренутно члан председништва Покрета социјалиста.
У једном интервјуу из 2013. године, Боро Дрљача оптужио је Брунцликову да поново ведри и облачи јер ужива протекције због пријатељског односа са председником Србије, Александром Вучићем.

## Медијске афере
Зорица Брунцлик позната је по срчаном заступању својих ставова, због ког неретко дође у сукоб са неистомишљеницима. Током 2016. и 2017. године Зорица је била у жижи јавности захваљујући музичком такмичењу Пинкове звезде, као и због расправа које је певачица имала са осталим члановима жирија. Новине су писале о свађи Брунцликове најпре са Александром Радовић, а потом и са Мајом Николић и Миланом Калинићем. Наиме, до велике свађе између Зорице и младе певачице поп музике дошло је када је Александра прокоментарисала да један од кандидата превише режи док пева. Зорица је касније приметила да је та опаска уздрмала такмичарево самопоуздање. Радовићева јој се на то насмејала, након чега је уследила препирка. Њој је претходила мања расправа када је Александра рекла да после емисије мора да спроведе чишћење због те (народне) музике. Зорица је оптужила да је то била нескривена дискриминација такмичара који певају фолк песме. Певачица је касније замерила Милану Калинићу непрофесионалан однос према жирију, који је настао из пристрасности и пријатељског односа са Радовићевом. Маји Николић пребацила је због непристојног и вулгарног понашања, као и због сексуално експлицитних опаски упућених Калинићу, Шабану Шаулићу и другим мушкарцима.
Годину дана пре серијала Пинкове звезде писало се о помирењу деценије, до ког је наводно дошло када се Мирослав Илић, прилазећи да се јави Харису Џиновићу на једном догађају, јавио и Зорици која је седела са Џиновићем. Наиме, до нетрпељивости између Илића и Брунцликове дошло је деведесетих када је Мирослав изјавио да се Зорица завукла под сукњу Мири Марковић. Певачица је због те изјаве поднела кривичну пријаву, након чега је Илић морао да се јавно извини. Двадесет година касније, упитана да прокоментарише тај однос, певачица је казала да је једини разлог због кога је Мирослав то изјавио лежао у чињеници да је и сам био члан политичке странке, Социјалистичке партије.
Писало се још и о Зоричином протестном напуштању снимања емисије услед кашњења Ане Бекуте, непознатом односу са Снежаном Ђуришић, о свађи са Милошем Бојанићем, кога је оптужила да је педофил, и о другима. У октобру 2016. на једном догађају у Сарајеву заједно су се нашли Брунцликова, Шабан Шаулић, Мирослав Илић, Лепа Брена и други. Требало је да певачи у сарајевској Зетри одрже концерт поводом 25. година компаније Аваз. Концерт је, међутим, померен. Лепа Брена, преузимајући награду за животно дело, рекла је да је то био леп провод да се дружи са колегама које дуго није видела. После ње на бину је изашла Зорица, која је поручила: Какво дружење, молим вас? Има овде оних који су ушли, а да ни добар дан нису рекли.
Велику медијску пажњу привукао је певачицин одлазак из Гранд продукције. У јавном образложењу, Зорица је објаснила да је до те одлуке дошло када су несугласице између Саше Поповића и ње постале превелике. Једна од њих било је и оцењивање облачења и сценског наступа кандидата, у које је Зорица одбијала да се упусти, будући да је свако обукао шта је могао да приушти. Додала је још да су све свађе до којих је дошло биле искрене. Поповић је демантовао ову изјаву и додао да је Зоричин одлазак био политички мотивисан и условљен преласком Гранд продукције са Пинка на телевизију Прва. Мању пажњу медија, а дуготрајније последице оставио је сукоб певачице и продукције ПГП РТС.
Она има пријатељски однос са неколицином певача. Мира Шкорић назвала ју је краљицом свих времена.

## Дискографија

### Албуми и песме
- „Не дај да нас раставе”, сингл (1974)

1. Не дај да нас раставе
2. Једна љубав не постоји више

- „Зорица Брунцлик Нина”, сингл (1975)

1. Поведи ме на венчање
2. Донела те срећа мени

- „Где си био док су текле сузе”, сингл (1976)

1. Где си био док су текле сузе
2. Лађа среће

- „Дошао је човек прави”, сингл (1976)

1. Дошао је човек прави
2. А љубав у нама живи

- „Венац љубави”, сингл (1976)

1. Ја сам жена која чека
2. Венац љубави

- „Не дај да нас раставе” (1976)

1. Берем грожђе, бирам тамјанику
2. Чувам овце крај зелене јове
3. Донела те срећа мени
4. И дођи лоло
5. Ја сам жена која чека
6. Једна љубав не постоји више
7. Не дај да нас раставе
8. Пошла румена на воду
9. Поведи ме на венчање
10. Синоћ ја и моја кона
11. Венац љубави
12. Звони звонце

- „Јуче знанци, данас странци”, сингл (1977)

1. Јуче знанци, данас странци
2. Живот си ми однео са собом

- „Ој, јаворе, јаворе” (1978)

1. Ој, јаворе, јаворе
2. Окрени се низ ђул башту
3. Дођи, драги, довече на прело
4. Ништа лепше од наше сељанке
5. Босиоче мој зелени
6. Шта све може ашик да учини (дует са Новицом Урошевићем)
7. Знаш ли, драги, ону шљиву ранку (дует са Предрагом Цунетом Гојковићем)
8. Ајде, Јано, коло да играмо
9. Јутрос рано у сокаку (дует са Петром Танасијевићем)
10. Кћери моја, коме да те дам (дует са Новицом Урошевићем)
11. Ај, мене мајка једну има
12. Ој, ђевојко, ђе си руже брала (дует са Бором Дрљачом)

- „Ћути, ја те молим”, сингл (1978)

1. Ћути, ја те молим
2. Пољупци су твоји оставили трага

- „Срце моје болно”, сингл (1978)

1. Кад уђеш у мој дом
2. Срце моје болно

- „Између мене и тебе” (1979)

1. Нова љубав, а познанство старо
2. Не постоји човек тебе да замени
3. Знаш ли да те неко чека
4. Рођени смо једно за друго
5. Јача сам од бола
6. СПЛЕТ НАРОДНИХ ПЕСАМА (у дуету са Предрагом Цунетом Гојковићем):
  1. На планинцах
  2. Лепе ли су, нано, Гружанке девојке
  3. Лепе ти је Загорје зелене
  4. Гајтано мори моме
  5. Ај, градим кулу
  6. На срце ми лети
  7. Пољем се вија
  8. Кафу ми драга испеци
  9. Дај ми, Маре, да те ја пољубим
  10. Рекла нана да ми даш...
7. Певам дању, певам ноћу

- „Три ноћи љубави” (1979)
- „Позови ме ако си усамљен”, сингл (1980)

1. Позови ме ако си усамљен
2. Срећа су и туга два најбоља друга

- „Одакле си селе” (1980)

1. Одакле си селе
2. Садила Јана
3. Ова моја марамица розна
4. Пољем се вија
5. Цано, млада невесто
6. Бисенија, кћери најмилија
7. Рашири руке, мајко стара
8. Од пољупца не гине се нано
9. Врати се у мој загрљај
10. Волим те све више
11. Ој, Зорице, моја јединице

- „Ако те пољубим” (1981)

1. Понекад срећа окрене леђа
2. Што ме враћаш несрећнима
3. Ја те грлим први пут
4. Шта ће руке моје на рамену твом
5. Ако те пољубим
6. Ко је кога преварио
7. Чије име носиш
8. Не прекидај љубав

- „Пахуљица” (1981)

1. Бела блуза
2. Домовино, волим твоја поља
3. Нађи другу нек те чека
4. Најдражи и једини мој
5. Пахуљица
6. Плава љубичица
7. Пренеси ме преко прага
8. Рука руци, срце срцу
9. Самоћа је од болести тежа
10. Веруј мени и пољупцу мом

- „Радости моја” (1982)
- „Ти си моја најслађа бол” (1983)

1. Биће боље
2. Дођи пре свитања
3. Имам луду жељу
4. Исплачи се мила
5. Ја сам ватра, ја сам жар
6. Не буди тужна другарице моја
7. Нема мени живота без тебе
8. Око чампарасто
9. Ти ми не излазиш из главе
10. Ти си моја најслађа бол

- „Утеши ме” (1984)

1. Ђурђевданска игра
2. Још те желим
3. Јова враголан
4. Мој гарави лоло
5. Памти ме по добру, а не по злу
6. Песма о момку мом
7. Приђи ближе моче мени
8. Сањала сам
9. Учини нешто за нас двоје
10. Утеши ме

- „Ја сам твоја карамела” (1985)

1. Ја сам твоја карамела
2. Кад би ме мајка поново родила
3. Лудо срце
4. Мислила сам ти си онај прави
5. Откопчано јелече
6. Што не дођеш
7. Тебе ми срећо
8. Ти си ми био све
9. Војничка заклетва
10. Зашто ми срце рани

- „Нећу да те мењам” (1986)

1. Да ли, да ли
2. Да ми је ноћас
3. Дајте ми ону чашу
4. Грех је мене не волети
5. Мани се срећо других
6. Нећу да те мењам
7. Одричем се свега
8. Он ме неће
9. Певам за скитнице

- „Не дам да ми ломе крила” (1987)

1. Да могу да заборавим
2. Још те нисам преболела
3. Мајке ми
4. Не дам да ми ломе крила
5. Отвори се земљо
6. Овај живот за мене не важи
7. Пусти ме
8. Тебе ми никад није доста
9. То знам само ја
10. Уморила се душа моја

- „Муке моје” (1988)

1. Љубав је игра
2. Мајко, где је он
3. Муке моје
4. Не дам душу да греше
5. Не имао среће
6. Не питајте кол'ко кошта
7. Није ово живот
8. Носиш ме на души
9. Опа цупа
10. Остављена жена

- „Ех, да је среће” (1989)

1. Бол сам боловала
2. Ђурђевдан
3. Ех, да је среће
4. Ех, да нисам жена
5. Еј, чашо разбијена
6. Ево зора је
7. Мислиш ли на мене
8. Нису моје сузе вино
9. Осмехни се срећо
10. Шта је живот мајко

- „Рођени једно за друго” (1990)

1. Авлије, авлије
2. Бојим се за тебе
3. Ево, већ је Божић
4. Како ти је, како живиш (дует са Шабаном Шаулићем)
5. Медено моје
6. Рођени једно за друго
7. Само ти спавај
8. Свадба је
9. Триста жутих дуката
10. Увек сам на твојој страни

- „Ја знам” (1992)
- „Бранили су нашу љубав” (1993)

1. Бол ме уби
2. Бранили су нашу љубав
3. Чујеш ли ме мајко Јованова
4. Дођи у моје ноћи
5. Један је живот само
6. Липе цвату
7. На кестену старом
8. Све је љубав
9. Велики град
10. За тобом умирем
11. Заклела се риба

- „Када би ме питали” (1995)

1. Боже, Боже
2. Еј, соколе
3. Хоћу да будем лепа за тебе
4. Када би ме питали
5. Како да живим без тебе
6. Не скривај се сунце
7. Нико није рођен да буде сам
8. Ово је ноћ
9. Што се мала уобрази (дует са Луисом)
10. Тако је код Срба
11. Тамо где си ти
12. Зашто је

- „Кад процветају зумбули” (1996)

1. Да те рана заболи
2. Друге очи
3. Где нема тебе
4. Кад процветају зумбули
5. Кошава
6. Не дам душу да греше
7. Немам ти
8. Одлази љубав
9. Празна остала ми душа
10. Само једном воли се (са групом Легенде)
11. Селе моја (дует са Драганом Мирковић)
12. Све што желим

- „Дуњо мирисна” (1997)

1. Болесно ми лежи
2. Црна река
3. Цветови бели, цветови плави
4. Дођи да се помиримо
5. Дуњо мирисна
6. Губила сам ја
7. Много ми стало до тебе
8. Најси, најси (дует са Луисом)
9. Оде, оде љубав та
10. Остави ме саму
11. Шта ја немам то што она има (дует са Шабаном Шаулићем)
12. Тако ми мога имена
13. У мојој души твоји трагови

- „Целог живота жалим за тобом” (1998)

1. Целог живота жалим за тобом
2. Кад багрем замирише
3. Минус девет напољу
4. О, да ли је грех
5. Откопчано јелече
6. Пет минута да ми је
7. Ти ме Мицо не волеш
8. Ти си моја потреба
9. То је, мајко, срце моје
10. За срце си ме ујео
11. Земља из мога сна

- „Еј, судбино” (2000)

1. Еј, судбино
2. Да ме гледају
3. Пелин пијем (уз пратњу Боре Дугића)
4. Биће боље
5. Зоро, буди се (дует са Луисом)
6. Није лако, није
7. Докле више сама
8. Мени треба чаша пића
9. Све ће једном проћи
10. Да си мој
11. Љубав ми срце мори
12. Јачи смо од свих
13. Певајте ми

- „Тежак је овај живот” (2002)

1. Ако је и од Бога много је
2. Дођи у моје ноћи
3. Краљица
4. Не дам ово мало душе
5. Није готово
6. Обрни, окрени
7. Роде неверни
8. Шта тражиш ту
9. Тежак је овај живот
10. Ти, ти, ти

- „Рођендана два” (2004)

1. А шта друго могу
2. А тебе нема
3. Бибије
4. Чије то срце плаче
5. Чувај се и пази на себе
6. Дајте песме и мерака
7. Клекнула бих ја пред тобом
8. Купам се у мукама
9. Рођендана два
10. Све ме боли
11. Свирајте ми песму лагану
12. Триста дана (са Верицом Шерифовић и Снежаном Ђуришић)

- „Нано моја, нано” (2006)

1. Двокреветна соба
2. Нано моја, нано
3. Зашто ми све ово радиш
4. Градска бука
5. Мираз (дует са Љубом Аличићем)
6. Амајлија
7. Пунолетство
8. Питаш ли за мене ти
9. Два корака
10. Принцеза

- ”Требаш ми” (2017)

1. Требаш ми
2. Ко ми је ноћас замена
3. Бићу твоја
4. Остави сузе за крај
5. О бившем све најбоље
6. Кућо моја
7. Куме, куме
8. Белег
9. Да могу да те вратим (дует са Џенаном Лончаревићем

Бонус:
1. Еј судбино
2. Селе моја (дует са Драганом Мирковић)
3. Ко ће да те воли као ја

- [остало]

1. 2005. — гост на албуму Халида Муслимовића — „Мој брате”
2. 2006. — на првом Гранд фестивалу — „Дан по дан”
3. 2010. — „Лажем себе да могу без тебе”
4. 2010. — „Моја заклетво”
5. 2013. — „Данас нећу плакати” (дует са Ацом Пејовићем)
6. 2014. — „Ко ће да те воли као ја”

### Спотови
| Спот                        | Година | Режисер              |
| --------------------------- | ------ | -------------------- |
| Авлије                      | 1991   | -                    |
| Медено моје                 | 1991   | -                    |
| Рођени једно за друго       | 1991   | -                    |
| Ево већ је Божић            | 1991   | -                    |
| Увек сам на твојој страни   | 1991   | -                    |
| Само ти спавај              | 1991   | -                    |
| Свадба је                   | 1991   | -                    |
| Како ти је, како живиш      | 1991   | -                    |
| Бојим се за тебе            | 1991   | -                    |
| Бранили су нашу љубав       | 1993   | -                    |
| Нико није рођен да буде сам | 1995   | Дарко Камарит        |
| Селе моја                   | 1995   | -                    |
| Црна река                   | 1996   | -                    |
| Кад процветају зумбули      | 1996   | -                    |
| Друге очи                   | 1996   | -                    |
| Белег                       | 2015   | Дејан Марковић       |
| Да могу да те вратим        | 2016   | E-Digital production |
| Требаш ми                   | 2018   | Марко Тодоровић      |

## Концерти и награде
Зорица Брунцлик је вишеструки победник музичких фестивала „Моравски бисери”, „Илиџа”, „МЕСАМ”, „Шумадијски сабор”. Такође је и носилац више награда певачице године и Оскара популарности.
Одржала је велики број концерата, међу којима се памте концерти у Дому Синдиката 1990. год. поводом 15 година уметничког рада, и у Сава центру 1995. поводом 20 година уметничког рада, као и 1999. са другим познатим певачима. Такође се памте и концерти у Београдској Арени 2014. поводом 40 година уметничког рада, као и концерт на Стадиону Ташмајдан 2022. поводом 47 година уметничког рада. Одржала је и велики број хуманитарних концерата.

## Фестивали
- 1977. Хит лета — Живот си ми однео са собом
- 1978. Илиџа — Кад уђеш у мој дом
- 1978. Хит парада — Ћути, ја те молим
- 1978. Парада хитова - Нова љубав, а познанство старо
- 1982. Хит парада — Плава љубичица
- 1983. Хит парада — А тебе нема
- 1984. МЕСАМ — Песма о момку мом
- 1985. Хит парада - Песма о момку мом
- 1985. МЕСАМ — Што не дођеш
- 1986. Хит парада — Ти си ми био све
- 1988. Илиџа — Не имао среће
- 1989. Шумадијски сабор — Шта је живот мајко
- 1990. Посело године 202 - Шта је живот мајко
- 1991. МЕСАМ — Ево већ је Божић
- 1991. Посело године 202 - Медено моје / Рођени једно за друго / Ево већ је Божић
- 1992. МЕСАМ — Све је љубав, прва награда публике
- 1992. Шумадијски сабор — Ја знам, победничка песма
- 1993. Моравски бисери — Велики град, прва награда публике
- 1993. Шумадијски сабор — На кестену старом, прва награда публике
- 1994. Моравски бисери — Тако је код Срба
- 1994. Шумадијски сабор — Нико није рођен да буде сам, прва награда публике и жирија
- 1995. Моравски бисери — Два језера туге, прва награда публике
- 1996. МЕСАМ — Празна остала ми душа, трећа награда публике
- 2006. Први Грандов фестивал — Дан по дан
- 2010. Трећи Грандов фестивал — Моја заклетво, друга награда жирија
- 2020. Сабор народне музике Србије, Београд, Награда националног естрадно - музичког уметника Србије, 2020

## Највећи хитови
- Не дај да нас раставе (1975)
- Знаш ли, драги, ону шљиву ранку (дует са Предрагом Цунетом Гојковићем) (1978)
- Кћери моја, коме да те дам (дует са Новицом Урошевићем) (1978)
- Ти си моје најмилије (1980)
- Понекад срећа окрене леђа (1981)
- Плава љубичица (1981)
- А тебе нема (1982)
- Око чампарасто (1983)
- Ја сам твоја карамела (1985)
- Откопчано јелече (1985)
- Муке моје (1988)
- Ђурђевдан (1989)
- Ево зора је (1989)
- Ево, већ је Божић (1990)
- Авлије, авлије (1990)
- Како ти је, како живиш (дует са Шабаном Шаулићем) (1990)
- Еј, чија фрула (1992)
- Ја знам (1992)
- Убиле ме очи зелене (1992), Победничка песма Шумадијског сабора
- Дођи у моје ноћи (1993)
- Липе цвату (1993)
- Када би ме питали (1995)
- Кошава (1996)

## Филмови
- Какав деда, такав унук (4. део филмског серијала Луде године; 1983) — певала је песму „А тебе нема”
- Шпијун на штиклама (1988) — глумила естрадну звезду

## Дуети и заједничке песме
- Шта све може ашик да учини (дует са Новицом Урошевићем) (1978)
- Знаш ли, драги, ону шљиву ранку (дует са Предрагом Цунетом Гојковићем) (1978)
- Јутрос рано у сокаку (дует са Петром Танасијевићем) (1978)
- Кћери моја, коме да те дам (дует са Новицом Урошевићем) (1978)
- Ој, ђевојко, ђе си руже брала (дует са Бором Дрљачом) (1978)
- СПЛЕТ НАРОДНИХ ПЕСАМА (у дуету са Предрагом Цунетом Гојковићем) (1979)
- Како ти је, како живиш (дует са Шабаном Шаулићем) (1990)
- Што се мала уобрази (дует са Луисом) (1995)
- Само једном воли се (са групом Легенде) (1996)
- Селе моја (дует са Драганом Мирковић) (1996)
- Најси, најси (дует са Луисом) (1997)
- Шта ја немам то што она има (дует са Шабаном Шаулићем) (1997)
- Зоро, буди се (дует са Луисом) (2000)
- Триста дана (са Верицом Шерифовић и Снежаном Ђуришић) (2004)
- Мој брате (дует са Халидом Муслимовићем) (2005)
- Мираз (дует са Љубом Аличићем) (2006)
- Данас нећу плакати (дует са Ацом Пејовићем) (2013)
- Да могу да те вратим (дует са Џенаном Лончаревићем) (2016)
- Ти можеш све (дует са Шабаном Шаулићем) (2018)